# Estret de Belle Isle
L'estret de Belle Isle, en anglès Strait of Belle Isle, en francès Détroit de Belle Isle (estret de l'illa bonica), de vegades referit com estret de Labrador. És un braç d'aigua de l'est del Canadà la península de Labrador de l'illa de Terranova a la província de Terranova i Labrador.

L'estret fa aproximadament 125 km de llarg i l'amplada varia entre un màxim de 60 i un mínim de 15 km. 

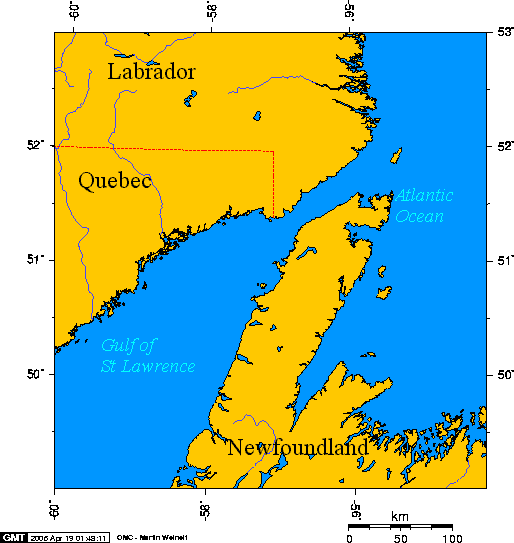
Estret de Belle Isle

La navegació per aquest estret pot ser molt perillosa perquè hi ha un corrent marí molt fort a més d'haver-hi gel marí durant de 8 a 10 mesos boira i males condicions ambientals.
El nom deriva de l'illa Belle Isle que està a l'extrem est de l'estret, dins la província de Terranova i Labrador.
El viking Leiv Eriksson possiblement va anomenar a aquest estret Straumsfjord.